# Hydrodynastes
Hydrodynastes är ett släkte av ormar som ingår i familjen snokar. Släktet tillhör underfamiljen Dipsadinae som ibland listas som familj.
Vuxna exemplar är med en längd mellan 150 och 300 cm stora och tunga ormar. De förekommer i Sydamerika och simmar ibland i vattnet. Individerna jagar groddjur, ödlor och små däggdjur. Honor lägger ägg.
Arter enligt Catalogue of Life:
- Hydrodynastes bicinctus
- Hydrodynastes gigas

The Reptile Database listar dessutom:
- Hydrodynastes melanogigas